# 須藤秀澤
須藤 秀澤（Sudo Hidesawa、すどう ひでさわ、1973年 - ）は、日本の写真家。大阪府大阪市出身。独学で写真を学ぶ。主に関西を中心に、国内及び海外の展覧会やメディアを通して作品を発表している。

## 来歴
桃山学院高等学校卒業。追手門学院大学経済学部卒業。マグナム・フォト(Magnum Photos)のワークショップでクリス・スティール＝パーキンスにインスパイアされる。京都精華大学の高梨豊ワークショップを修了。
2004年イギリスで初の個展を行い、「他の人間が見えない生命の様相を発見する能力を持つ天才的芸術家」（英国オックスフォード・ガジェット紙）として高い評価を獲得する。
第一回（2005年）アラード国際現代芸術ビエンナーレ（ルーマニア）写真部門に出品。第148回（2005年）英国王立写真協会国際写真プリント展に入選。その後、同展覧会は約一年間かけて英国各地を巡回し、記念写真集もコダックとの共同で出版される。
2007年にはオーストラリア最大の芸術都市の一つであるメルボルンで、日本の現代美術家たちと展覧会を開催し成功を収める。（この時に展示された作品は、現地の人道支援団体であるメンズライン・オーストラリアにコレクションされる）
2008年からは、出身校である大阪府茨木市の追手門学院大学内に新設された「オーストラリア・ライブラリー」に作品が常設展示されるようになる。
2012年に公募美術団体三軌会主催による公募展・第64回三軌展で佳作賞と日本カメラ賞を受賞。東京の国立新美術館を始め、全国各地の美術館を巡回する展覧会にも出品。
近年は、アジアやアメリカ以外にも、イギリスやドイツなどのヨーロッパ、そしてオセアニアへも積極的に活動の場を広げている。
現在、公益社団法人日本写真協会(PSJ)会員。英国王立写真協会(RPS)会員。大阪光芸倶楽部会員。